# Burkina Faso az 1996. évi nyári olimpiai játékokon
Burkina Faso az egyesült államokbeli Atlantában megrendezett 1996. évi nyári olimpiai játékok egyik részt vevő nemzete volt. Az országot az olimpián 2 sportágban 5 sportoló képviselte, akik érmet nem szereztek.

## Atlétika
Férfi
| Versenyző    | Versenyszám | Selejtező                | Selejtező                | Döntő    | Döntő    |
| Versenyző    | Versenyszám | Eredmény                 | Helyezés                 | Eredmény | Helyezés |
| ------------ | ----------- | ------------------------ | ------------------------ | -------- | -------- |
| Oliver Sanou | Magasugrás  | érvényes kísérlet nélkül | érvényes kísérlet nélkül | kiesett  | kiesett  |
| Franck Zio   | Távolugrás  | érvényes kísérlet nélkül | érvényes kísérlet nélkül | kiesett  | kiesett  |

Női
| Versenyző          | Versenyszám | Selejtező | Selejtező | Döntő    | Döntő    |
| Versenyző          | Versenyszám | Eredmény  | Helyezés  | Eredmény | Helyezés |
| ------------------ | ----------- | --------- | --------- | -------- | -------- |
| Chantal Ouoba      | Hármasugrás | 12,40 m   | 27.       | kiesett  | kiesett  |
| Irène Tiendrébéogo | Magasugrás  | 180 cm    | 29.*      | kiesett  | kiesett  |

* - egy másik versenyzővel azonos eredményt ért el

## Ökölvívás
| Versenyző      | Versenyszám | Selejtező                     | Nyolcaddöntő      | Negyeddöntő       | Elődöntő          | Döntő             | Helyezés |
| Versenyző      | Versenyszám | Ellenfél Eredmény             | Ellenfél Eredmény | Ellenfél Eredmény | Ellenfél Eredmény | Ellenfél Eredmény | Helyezés |
| -------------- | ----------- | ----------------------------- | ----------------- | ----------------- | ----------------- | ----------------- | -------- |
| Idrissa Kabore | Könnyűsúly  | Jaroslav Konecny (CZE) · 6–16 | kiesett           | kiesett           | kiesett           | kiesett           | 17.      |